# Ушбас
Ушба́с (каз. Үшбас) — село у складі Сарисуського району Жамбильської області Казахстану. Входить до складу Туркестанського сільського округу.
Населення — 162 особи (2021; 222 у 2009, 131 у 1999, 52 у 1989).